# Селестина Галлі-Мар'є, перша виконавиця ролі Кармен
 «Селестина Галлі-Мар'є, перша виконавиця ролі Кармен» — портрет оперної співачки в ролі Кармен пензля французького художника Анрі Люсьєна Дюсе (1856—1895).
Прагнення композитора Жоржа Бізе до демократизації оперного мистецтва, бажання позбутися театральних штампів та умовностей дістали своє яскраве вираження в опері «Кармен» (по новелі Проспера Меріме, 1874). Лібрето опери створив Людовик Галеві, брат дружини Жоржа Бізе, з якою він узяв шлюб 1869 року. Більша частина музики була написана за два місяці в передмісті Парижа Буживалі, де родина мала дачний будинок.
Головну роль доручили співачці Галлі-Мар'є. Селестина Галлі-Мар'є не була задоволена хабанерою і композитор неодноразово переробляв її. Жорж Бізе ніколи не був у Іспанії, тому використав іспанську танцювальну музику, її теми. Тему хабанери він «запозичив» з твору іспанського композитора Себастьяна Іроде, що було тоді розповсюдженою практикою. Але зробив з неї музичний твір, що має самостійну вартість.
Опера створена за замовою керівництва театру Опера-Комік в Парижі. Невеличкий театр обслуговував тоді театральні потреби добропорядних і обмеженої публіки. До того ж театр став місцем неофіційних зустрічей батьків, що шукали забезпечених наречених для власних доньок. Їхнє ставлення до опер було регламентованим суспільними смаками. Герої на сцені повинні були мати шляхетне походження, шляхетно поводились, красиво страждали, іноді могли померти — але тільки заради значної мети.
Вперше на французькій оперній сцені виступили представники «нижчих класів» — робітниця сигарної фабрики і солдат-найманець, правдиво розкриті переживання і пристрасті людей низького, нешляхетного походження. В опері втілені іспанський національний музичний колорит, багатошаровість і розмаїтість народних сцен, напружений хід драматичних подій. На прем'єрі в театрі «Опера-Комік» (1875) «Кармен» була різко негативно зустрінута публікою, що не побачила ні шляхетних персонажів, ні шляхетного поводження між закоханими. Неприйняття нової опери і обурення публіки підтримала і тодішня преса. Газети друкували статті, де оперу обзивали «соціальним сміттєзвалищем». Дикувата циганка і солдат, поведінка яких на межі патології, не могли навчити шляхетності дочок з добропорядних родин. До того ж, неодружена ще Кармен гине заради свободи — власних почуттів.
Фактичний провал у публіки останнього зі своїх творів, його незначний «успіх» композитор переживав в Буживалі. Одного дня він купався в холодній річці Сена. І захворів на гнійну ангину. Стан хворого швидко погіршувався і 2 липня він втратив свідомість. 3 липня 1875 композитор помер. Поховання відбулося на цвинтарі Пер-Ляшез.